# Folkpartiet (Finland)
Folkpartiet, Finska folkpartiet (finska: Kansanpuolue) var ett finländskt politiskt parti till vänster på den politiska skalan. 
Folkpartiet grundades i augusti 1932 av den gren av kristidsrörelsen som hade vuxit fram i Kalajokidalen grundade i augusti 1932 och hade visst samband med hästupproret i Nivala någon månad tidigare. Partiet, som hade en starkt populistisk karaktär, förespråkade ett parlamentariskt och republikanskt statsskick samt krävde en nedskärningar av antalet tjänstemän och inom undervisningsväsendet. Till dess krav hörde vidare, att Helsingfors universitet omedelbart skulle förfinskas och svenskan göras till ett frivilligt ämne i de finskspråkiga läroverken. 
Vid riksdagsvalet 1933 ställde Folkpartiet upp i Uleåborgs läns södra valkrets och samlade där 8 549 röster, vilket berättigade till två mandat. Folkpartiet, Småbrukarpartiet och kristidsrörelsen i Muhos sammanslogs 1936 till ett nytt parti, Pienviljelijäin ja maalaiskansan puolue. Partiets hårda samhällskritik ledde till att partiledaren Eino Yliruusi anhölls under fortsättningskriget, men några bevis för den misstänkta kommunistfinansieringen eller för att Yliruusi skulle vara sovjetisk spion kunde aldrig säkras. Partiet fortlevde fram till 1958.